# Световрачене
Световрàчене е село в Западна България. То се намира в Столична община, област София. Намира се на 12 km от столицата София. Храм “Св. Св. Безсребреници Козма и Дамян” е местният храм в селото. Намира се на спирка “с. Световрачене”. Хубав храм и интересна забележителност. Има служби всяка неделя и на големи празници. Богослуженията започват в 9:00 ч.  

## История
Първите сведения за селото са от 1450 г. Изградено е в местността Зад църквище, в която имало света обител. В нея живеели двама братя, наричани врачове (лечители), които лекували с извиращата в околността вода. Били канонизирани като врачове, от където дошло името на селото Световрачене.
В началото на 19 в. заселниците изоставили местността Зад църквище и се установили до мястото на днешната железопътна гара. След едно от големите наводнения се преместили по на изток.

## Забележителности
- Църква „Св. св. Козма и Дамян“
- Тракийска могила

## Редовни събития
Провежда се ежегоден празник (събор) на 6 май (Гергьовден). Единствено тук всяка година на 1 януари се провежда футболен мач: женени срещу ергени.

## Обществени институции
- Кметство
- Читалище „Христо Ботев“
- Основно училище „Св. св. Кирил и Методий“,

177-о ОУ „Св. св. Кирил и Методий“ е открито през месец януари 1892 год. През 1936-37 г. е построен основният корпус. През 1956 г. е построена втора сграда, а през 1986-87г. са построени разширения, котелно помещение и голям физкултурен салон. От 1988 г. училището прераства в Средно общообразователно училище. По това време в него се обучават 450 ученика. За цялата история на училището през него са преминали над 180 учители и над 3500 ученика
- Здравна служба
- Спортен център
- Клуб на инвалида и пенсионера

## Транспорт
Транспортът е добре развит – селището е свързано с град София чрез автобусни линии (21/22, 23, 24, 28)

## Население
Населението е в порядъка на 2300 – 2500 души. Площта на квартала е около 5 km2, като застроената територия продължава да расте със строителството на нови сгради.